# Wassili Leonidowitsch Omeljanski

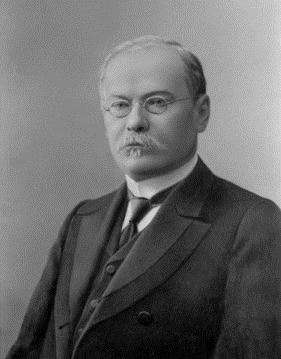

Wassili Leonidowitsch Omeljanski (wiss. Transliteration Vasilij Leonidovič Omeljanskij, russisch Василий Леонидович Омелянский; * 26.jul. / 10. März 1867greg. in Poltawa, Russisches Kaiserreich; † 21. April 1928 in Gagra, UdSSR) war ein russischer Mikrobiologe und der Schüler von Winogradsky.

## Leben und Wirken
Omeljanski war der jüngste Sohn eines Gymnasiallehrers aus Schytomyr. Seit 1885 war er an der Universität Sankt Petersburg immatrikuliert, wo er die Vorlesungen von Mendeleev und Menschutkin besuchte. 1889–1891 arbeitete er unter Leitung von Menschutkin und publizierte seine erste wissenschaftliche Abhandlung. Aus Finanznot unterbrach er seine Karriere an der Universität und arbeitete als Chemielaborant in einer Metallfabrik im Süden Russlands. 1893 wurde Omeljanski auf Empfehlung von Menschutkin zum Assistenten von Winogradsky am neu gegründeten Kaiserlichen Institut für experimentelle Medizin (IEM), wo er sich mit Fragen der Nitrifikation und Gärungsprozessen beschäftigte.
1909 veröffentlichte er das Lehrbuch "Grundlagen der Mikrobiologie" (russisch Основы микробиологии), das zu den ersten seiner Art in Russland angehörte und bis in die 1950er Jahre das Standardwerk der Mikrobiologie an sowjetischen Hochschulen war. 1922 folgte seine "Praktische Anleitung in der Mikrobiologie" (russisch Практическое руководство по микробиологии). Auf diese Weise trug er dazu bei, die wissenschaftliche Methodik von Winogradsky und der "Delfter Schule der Mikrobiologie" in der Sowjetunion zu etablieren.
Vom 1912 und bis zu seinem Tod leitete er am IEM die Abteilung für Allgemeine Mikrobiologie als Nachfolger von Winogradsky und edierte in dieser Funktion die erste russische zweisprachige akademische Zeitschrift "Das Archiv der biologischen Wissenschaften" (russisch Архив биологических наук) und seit 1924 die Zeitschrift "Fortschritte in der biologischen Chemie" (russisch Успехи биологической химии). 1916 wurde er korrespondierendes und 1923 volles Mitglied der Russischen Akademie der Wissenschaften.
Um 1900 zählte Omeljanski außerdem zu den stärksten Schachspielern in Sankt Petersburg.